# Rosa polyantha
Rosa polyantha literalmente: rosas de "mucha-floración", procedente del Griego "poly" (muchas) y "anthos" (flor). Es un grupo de rosas modernas de jardín que originalmente derivaba de cruzamientos entre dos especies de Asia oriental (Rosa chinensis y Rosa multiflora), las polyanthas aparecieron por primera vez en Francia en el siglo XIX junto a los híbrido de té.
Estas primeras Rosa polyantha presentaban arbustos pequeños algunos compactos, otros de hábito extendido, con flores pequeñas (2,5 cm o 1 pulgada de diámetro en promedio) presentadas en grandes ramilletes, en los típicos colores blanco, rosa y rojo.
Su fama y demanda principal fue por su floración prolífica: De la primavera al otoño, un arbusto polyantha saludable queda literalmente cubierto de flores, creando un fuerte impacto de color en el paisaje. Las rosas polyantha todavía están consideradas como de bajo mantenimiento, rosas de jardín resistentes a las enfermedades y que actualmente siguen siendo populares por esa razón 

## Historia
Con el nombre Rosa polyantha fue descrito en 1843 por los botánicos alemanes  Philipp Franz von Siebold y Joseph Gerhard Zuccarini un espécimen de rosa procedente del este de Asia. Pero resultó que el botánico sueco Carl Peter Thunberg en 1784 ya había descrito la misma rosa como Rosa multiflora.
Las primeras variedades de híbridos de rosas polyantha fueron introducidas por Guillot en el 1875, 'Ma Pâquerette' e introdujo cinco años después 'Mignonnette'.  
Características de las rosas Polyantha son las inflorescencias umbela o también en grandes racimos de flores y un crecimiento muy tupido. Por lo general son sin perfume, aunque también aquí hay algunas buenas variedades perfumadas (por ejemplo, 'Natalie Nypels')
Las rosas Polyantha incluyen las llamadas "Rosas Compactas", que fueron desarrolladas por los criadores holandeses de rosas Gerrit de Ruiter. Crecen extremadamente compactas, sólo 30 a 40 cm de altura, tiene tallos rígidos y eran (por ejemplo, 'Alberich') en Alemania llamado con el nombre de "Sieben Zwerge“ (siete enanitos).
A comienzos del siglo XX las Polyantha híbridas se forman a partir rosas de cría, que desarrollan un fuerte efecto de color con unas flores poco más grandes por lo general semi-dobles. A menudo se plantan para aumentar el efecto de color de la distancia en grupos. Son variedades de flores simples y variedades dobles.
Al cruzar con híbrido de té y otras rosas silvestres surgen tipos de una variedad de formas intermedias, en conjunto surgió el grupo de rosas Floribunda.

## Características
Los Polyantha son muy parecidos a los rosales floribunda.
Son arbustos compactos, muy espesos, cargados de flores pequeñas. Ramilletes compuestos en general de 7 a 15 flores pequeñas, pentapétalas, simples o dobles.
Florecen en verano a otoño. Se plantan en grupos y para hacer borduras generalmente de una sola variedad por macizo, para obtener un efecto de masa de color. Buen uso en ramos.

## Taxonomía
Rosa polyantha fue descrita por Siebold & Zucc.  y publicado en Abhandlungen der Mathematisch-Physikalischen Classe der Königlich Bayerischen Akademie der Wissenschaften 4(2): 128. 1845.
Etimología
Rosa: nombre genérico que proviene directamente y sin cambios del latín rosa que deriva a su vez del griego antiguo rhódon, con el significado que conocemos: «la rosa» o «la flor del rosal»
polyantha: epíteto latino que significa "con muchas flores".
Selección de cultivares
Algunas de las variedades y obtenciones de rosas Polyantha conseguidas por distintos obtentores.
- 'Garnette', Tantau 1951.
- 'Goldilocks', Boerner 1948.
- 'Ma Pâquerette', Guillot 1875.
- 'Margo Koster', Koster 1931.
- 'Wing-Ding', Tom Carruth 2006.
- 'Sylvie Vartan', André Eve 1969.
- 'Pâquerette', Jean-Baptiste André (fils) Guillot 1873.
- 'Yvonne Rabier', Turbat 1909.
- 'The Fairy', Bentall 1932.
- 'Muttertag' 1950.

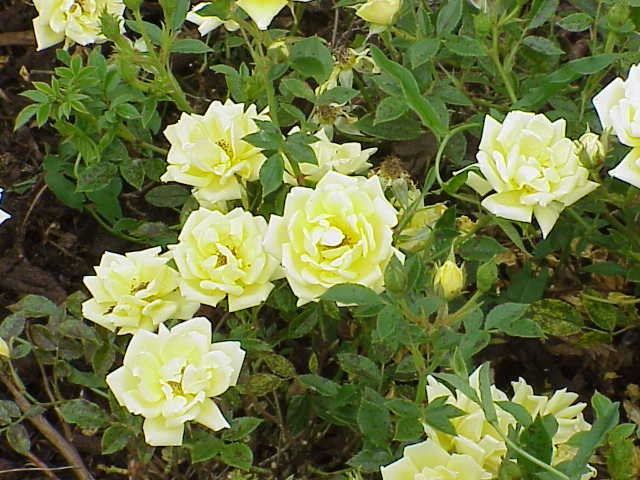
'Guletta' ('Tapis Jaune'), De Ruiter 1976.
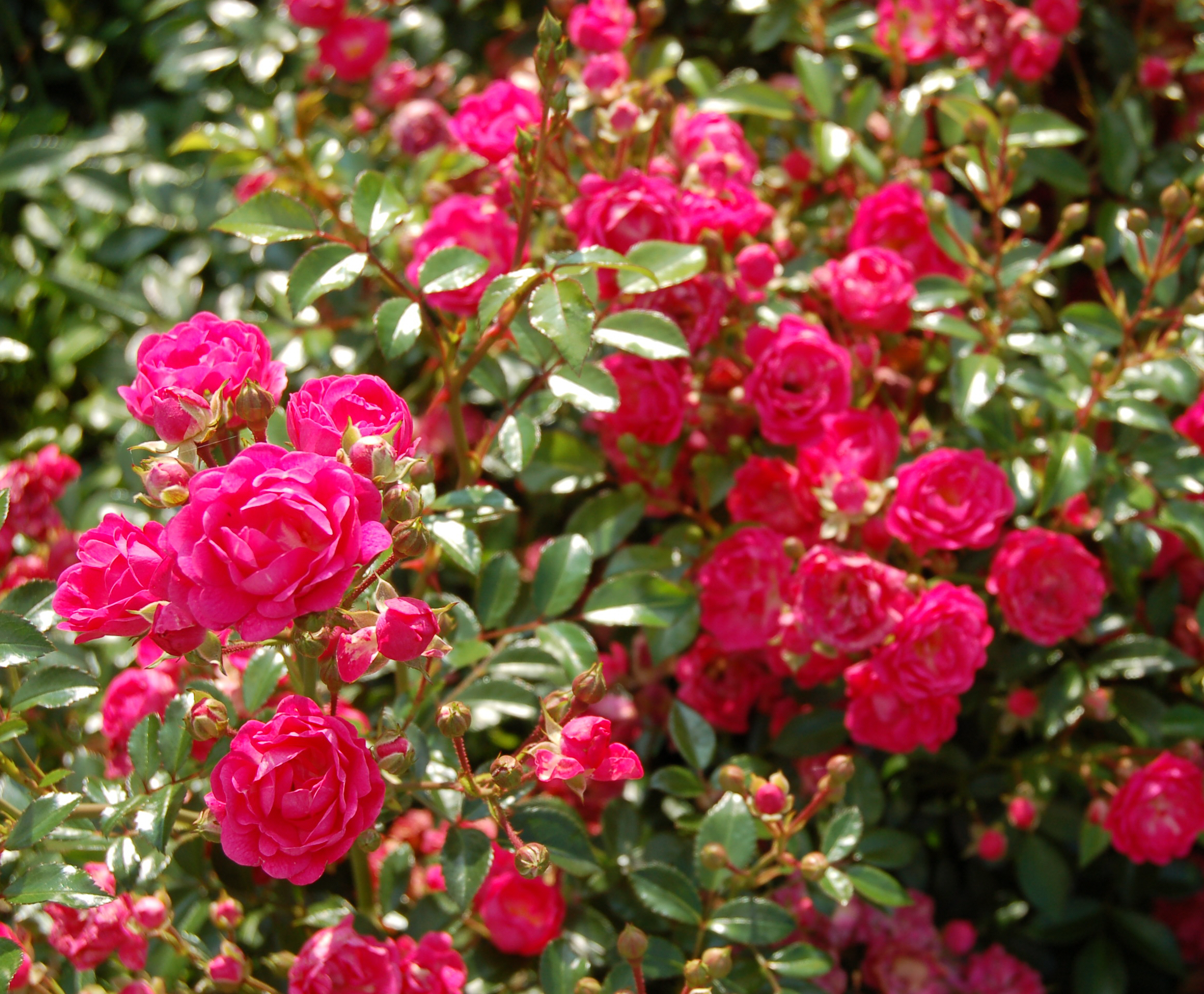
'Lovely Fairy' Vurens-Spek 1990.
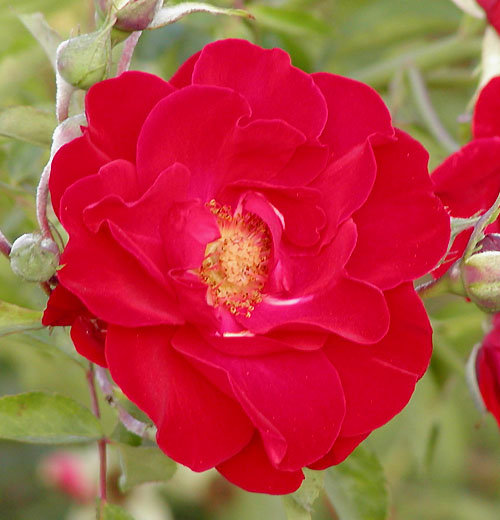
'Alain', Meilland 1946.
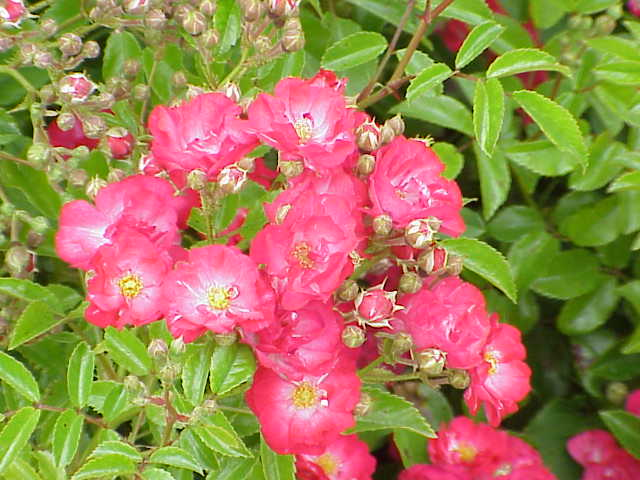
'Fairy Prince', Harkness 1982.
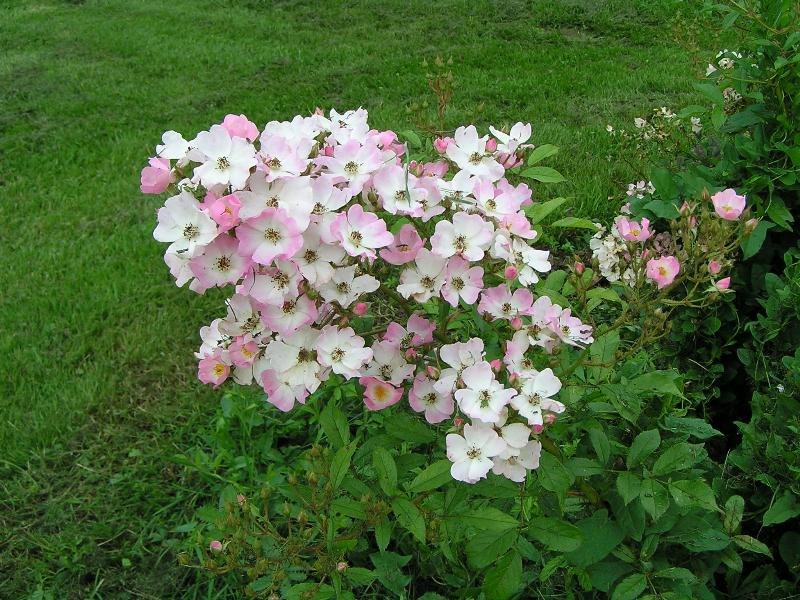
'Cornelia', Pemberton 1925.
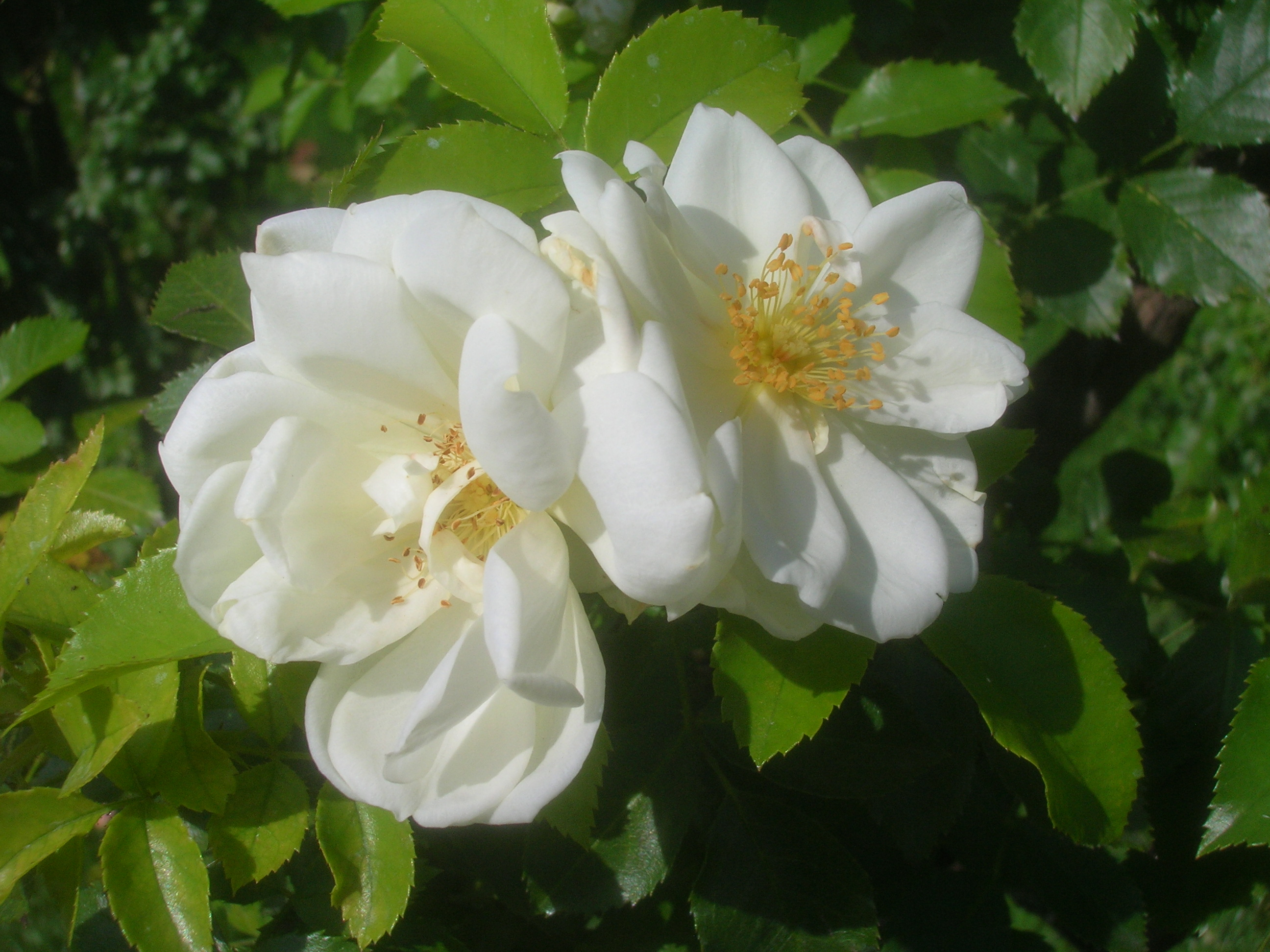
'Schneeflocke', Werner Noack, 1991.
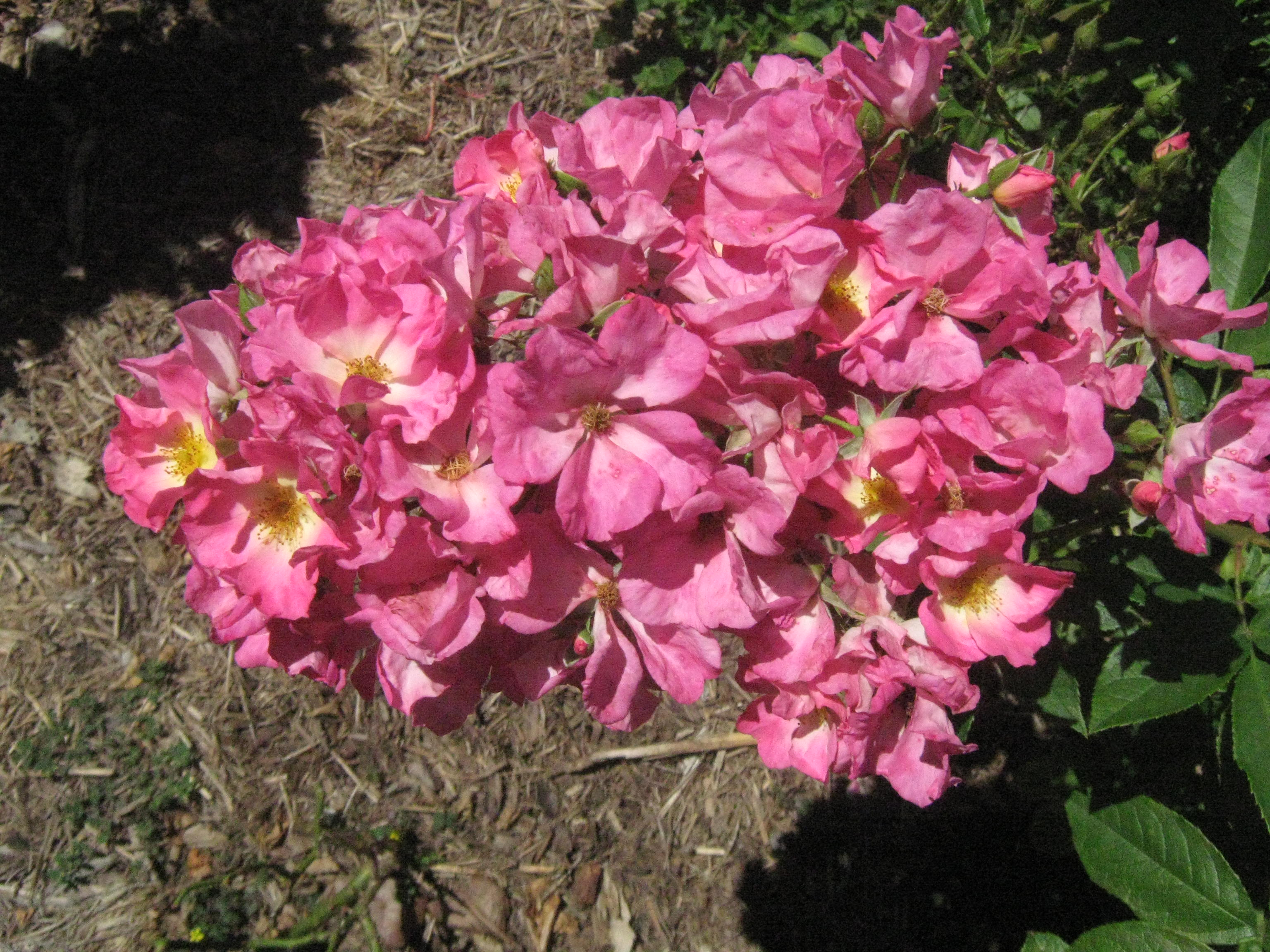
'Gay Vista', Frank L. Riethmuller  1955.
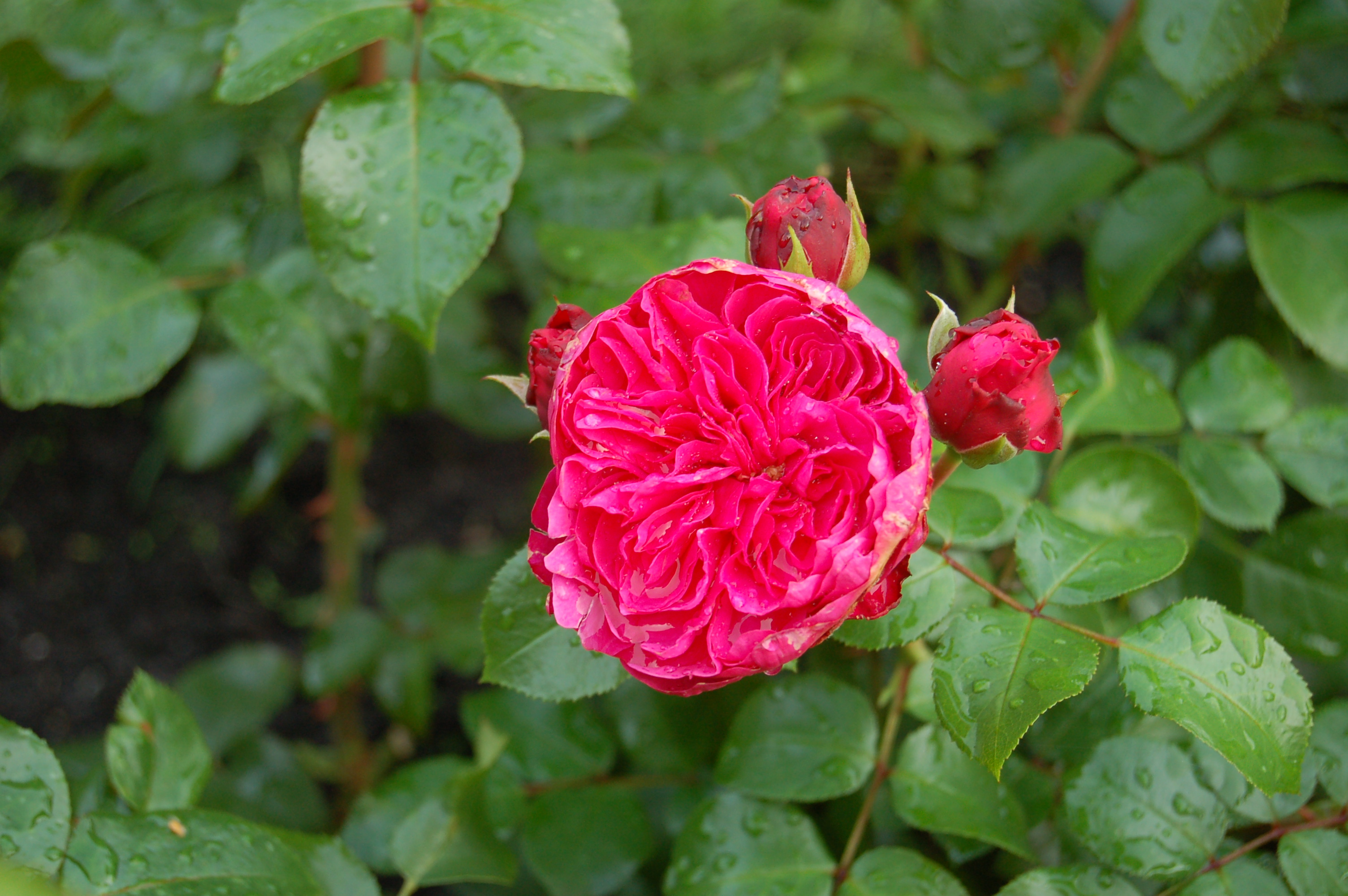
'Red Leonardo da Vinci', Meilland 2005.